# André-Ferdinand Hérold
Pour les articles homonymes, voir Herold.
André Jules Ferdinand Hérold est un écrivain français né à Paris le 24 février 1865 et mort à Lamastre (Ardèche) le 23 octobre 1940.

## Les débuts
Petit-fils du compositeur Ferdinand Hérold (1791-1833), célèbre auteur du Pré-aux-Clercs, et fils du préfet de la Seine, Ferdinand Hérold (1828-1882). En 1884, il est parmi les fondateurs de l'Association générale des étudiants de Paris. André-Ferdinand entre à l’École des chartes (8e sur 17) en 1885. Mais alors qu’il avait été admis à soutenir sa thèse en 1888, il ne le fait pas et n’est donc jamais diplômé, bien qu’il ait suivi en même temps les cours de l’École pratique des hautes études. Il se consacre alors tout entier à la littérature. Passionné par les civilisations de l’Inde, il publie en 1888 L’Exil de Harini, poème inspiré du sanscrit.

## Au centre du monde symboliste
Il fréquente les mardis de Mallarmé et les cercles symbolistes, où il rencontre bon nombre de ceux qui resteront toute sa vie ses amis. Henri de Régnier le compare alors à un « jeune Allemand érudit et songeur ». Il publie des recueils de poèmes dans le goût symboliste (Les Paeans et les Thrènes (1890)). À l’été de 1891, il fait le pèlerinage wagnérien de Bayreuth avec celui qui est devenu l’un de ses plus proches amis, Pierre Louÿs, et poursuit ses travaux littéraires (Chevaleries sentimentales en 1893).
Il part encore avec Pierre Louÿs et Henri de Régnier à Bruxelles en février 1894. Symbole de leur intimité et de l’humour qui règne parmi ces jeunes gens, par un après-midi pluvieux, ils s’amusent tous trois à y rédiger une neuvaine de sonnets, qui en comporte en fait quinze (« chiffre exceptionnel pour une neuvaine », selon P. Louÿs).
Le chartiste ressort quand, après avoir vu une adaptation de La Walkyrie pour marionnettes chez Judith Gautier, il décide de monter Paphnutius de Hrotsvitha, joué chez lui en présence de Stéphane Mallarmé, Claude Debussy, Camille Mauclair, Paul Valéry, José-Maria de Heredia, Henri de Régnier et toujours Pierre Louÿs. Ce n’est pas là sa première pièce de théâtre car Hérold, parallèlement à ses recueils de poèmes (Intermède pastoral en 1896, Images tendres et merveilleuses en 1897), a entrepris de traduire certaines œuvres et de les porter à la scène, souvent au théâtre de l'Œuvre de son ami Lugné-Poe : L’Anneau de Çakuntalâ (1895) d’après Kâlidâsa ; Les Perses (1896), traduction d’Eschyle ; La Cloche engloutie (1897), traduction du conte de Hauptmann. Paphnutius est, lui, monté au théâtre des Pantins en 1897.
Les deux amis, Hérold et Louÿs, repartent pendant l’été 1894, cette fois en Algérie, à la découverte de Meryem Bent Ali, jeune femme de la tribu des Ouled-Naïl, qui a joué un grand rôle quelques mois plus tôt dans la vie d’André Gide. Les deux hommes découvrent le pays, sa population, mais se livrent également à des jeux de potaches. André Gide ayant demandé par télégramme la barbe de Hérold, Meryem la lui coupe pendant son sommeil et Louÿs l’expédie en France accompagné de ces deux vers :
Les grands parnassiens étaient si désirables
Que les Ouled-Naïl coupaient leur barbe d’or.
Ils comptent bientôt traduire ensemble en vers Œdipe à Colone de Sophocle, que Debussy mettrait en musique. Mais Pierre Louÿs mène rarement ses projets à bien, alors que Hérold, comme on l’a vu, ne cesse d’écrire des poésies et de traduire du théâtre. C’est d’ailleurs au sujet de l’adaptation théâtrale d’Aphrodite du même Louÿs que les deux amis finissent par ses brouiller. Il faut cependant ajouter que des raisons politiques ont également leur importance : lors de l’Affaire Dreyfus, Hérold prend vigoureusement parti pour le capitaine, alors que Louÿs est anti-dreyfusard.

## Une féconde maturité

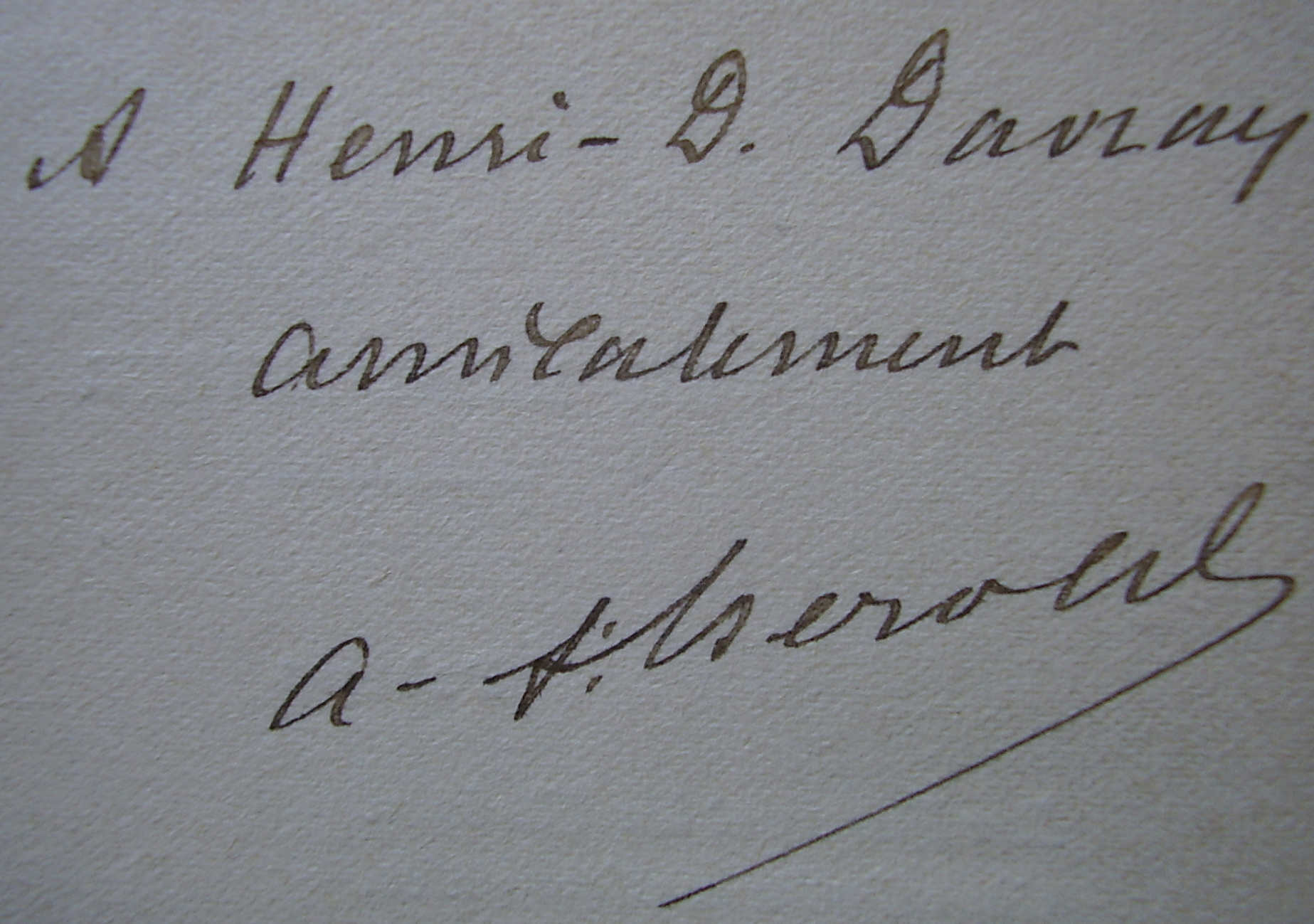
Envoi manuscrit d'André-Ferdinand Hérold à l'écrivain Henri-David Davray.

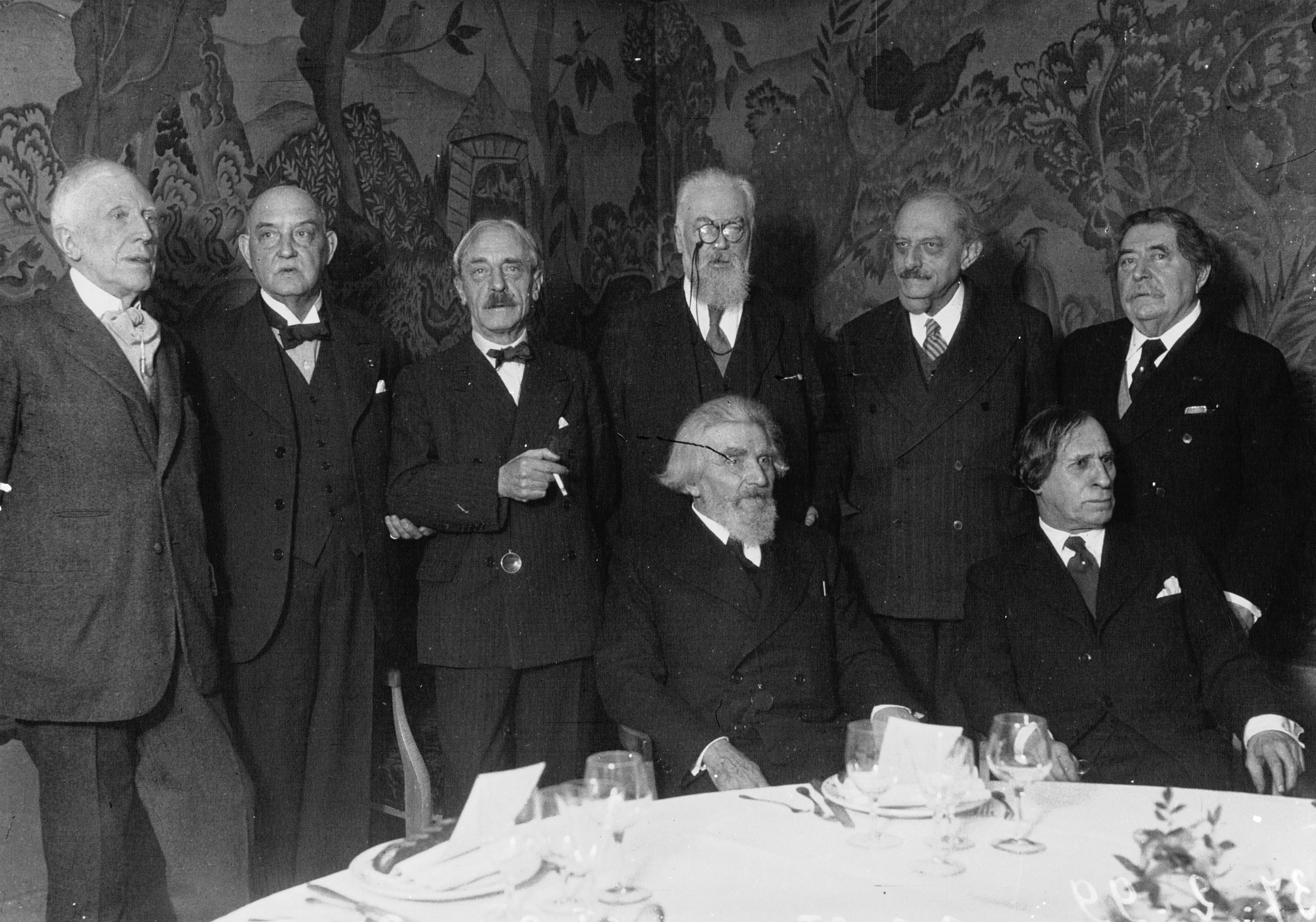
Posant au milieu d'autres fondateurs de l’Académie Mallarmé, à l’époque de la fondation de celle-ci en 1937. De gauche à droite, debout : Édouard Dujardin, Francis Vielé-Griffin, Paul Valéry, André-Ferdinand Hérold, André Fontainas, Jean Ajalbert. Assis : Saint-Pol-Roux, Paul Fort.

Hérold passe le reste de sa vie au service de la littérature, avec une attirance pour la musique, vue comme ce à quoi doit tendre la poésie. Il entretient ainsi des rapports privilégiés avec Gabriel Fauré ou Maurice Ravel. Il est l’un des piliers du Mercure de France d’Alfred Vallette (voir leur correspondance), publie des vers : Au hasard des chemins (1900) ; Les Comtes du vampire (1902) ; La Route fleurie (1911) ; Guillaume le Petit et La Guirlande d’Aphrodite (1919) ; Roll (1924) ; mais aussi des romans : L’Abbaye de Sainte-Aphrodite (1904) ; Les Amants hasardeux (1938). Enfin, il écrit ou traduit des œuvres théâtrales, parfois mises en musiques par ses amis : Sâvitrî (1899) ; Une jeune femme bien gardée (1900) ; Prométhée, en collaboration avec Jean Lorrain, mis en musique par Gabriel Fauré (Théâtre des Arènes, à Béziers, 1900) ; Le Cor fleuri (1904) en collaboration avec Éphraïm Mikhaël, mis en musique par Fernand Halphen ; Les Hérétiques, opéra, musique de Charles-Gaston Levadé (Théâtre des Arènes, à Béziers, 1905) ; Maison seule (1909), Le Jeune Dieu (1911). Il est joué à la Comédie-Française, où sont créées ses dernières pièces Cléopâtre (1921) et Œnone (1936). Sa carrière se clôt sur une dernière œuvre, créée à l’Opéra-Comique : Zadig (1938).
Dans un autre registre, il publie en 1922, La Vie du Bouddha, d'après les textes de l'inde ancienne, un ouvrage de 259 pages. Dans  l'Avertissement  qui précède le texte, il démontre qu'il a une réelle connaissance du bouddhisme. 
En 1904, il est témoin de mariage entre les artistes Henriette Daux et Alfred Roll.
Il passe chaque année quelques mois de vacances dans sa maison de Lapras (près de Lamastre, en Ardèche) où il reçoit ses amis poètes, musiciens, écrivains ou hommes politiques : Courteline, Émile Kahn, Salomon Grumbach, Maurice Ravel (hiver 1919-1920), et pendant l'Occupation Jean Perrin ou l'ambassadeur Lévy. À l’image de son père, qui avait été un républicain convaincu et un opposant politique sous le Second Empire, Hérold prend personnellement parti dans les grands conflits de son temps. Après avoir notamment été dreyfusard, il est ennemi acharné du fascisme dans les années 1930. Il meurt peu après la défaite française de 1940.

## Œuvres

### Comme auteur
- Les Paeans et les thrènes, A. Lemerre éditeur, 1890
- La Joie de Maguelonne, mystère, 1891
- Floriane et Persignant, drame, 1894
- La Légende de Sainte Liberata, mystère, Mercure de France, 1894
- Au hasard des chemins, poèmes, 1900
- Prométhée, livret coécrit avec Jean Lorrain de l'œuvre lyrique de Gabriel Fauré, 1900
- L'Abbaye de Sainte-Aphrodise, roman, 1904
- Maison seule, pièce en trois actes, 1910
- La Guerre française, essai, 1917
- Cléopâtre, drame en cinq actes, 1921
- Nala et Damayanti, Édition d'Art H. Piazza, Paris, 1923
- Roll, biographie d'Alfred Roll, 1924
- Les Amants hasardeux, roman, 1931
- Lauro de Bosis, biographie, 1931
- Zadig, livret de la comédie musicale de Jean Dupérier (1886-1976) d'après Zadig ou la Destinée, conte de Voltaire , 1935
- Souvenirs sur Maurice Ravel, 1938

### Comme traducteur
- Les Perses, tragédie d'Eschyle, éditions Fasquelle, 1896
- Andromaque, tragédie d'Euripide, Mercure de France, 1909
- Les Sept contre Thèbes, tragédie d'Eschyle, Mercure de France, 1909
- La guirlande d'Aphrodite, recueil d'épigrammes amoureuses de l'Anthologie grecque, 1919
- Nala et Damayanti, Édition d'Art H. Piazza, Paris, 1923